# Magyarbóly vasútállomás

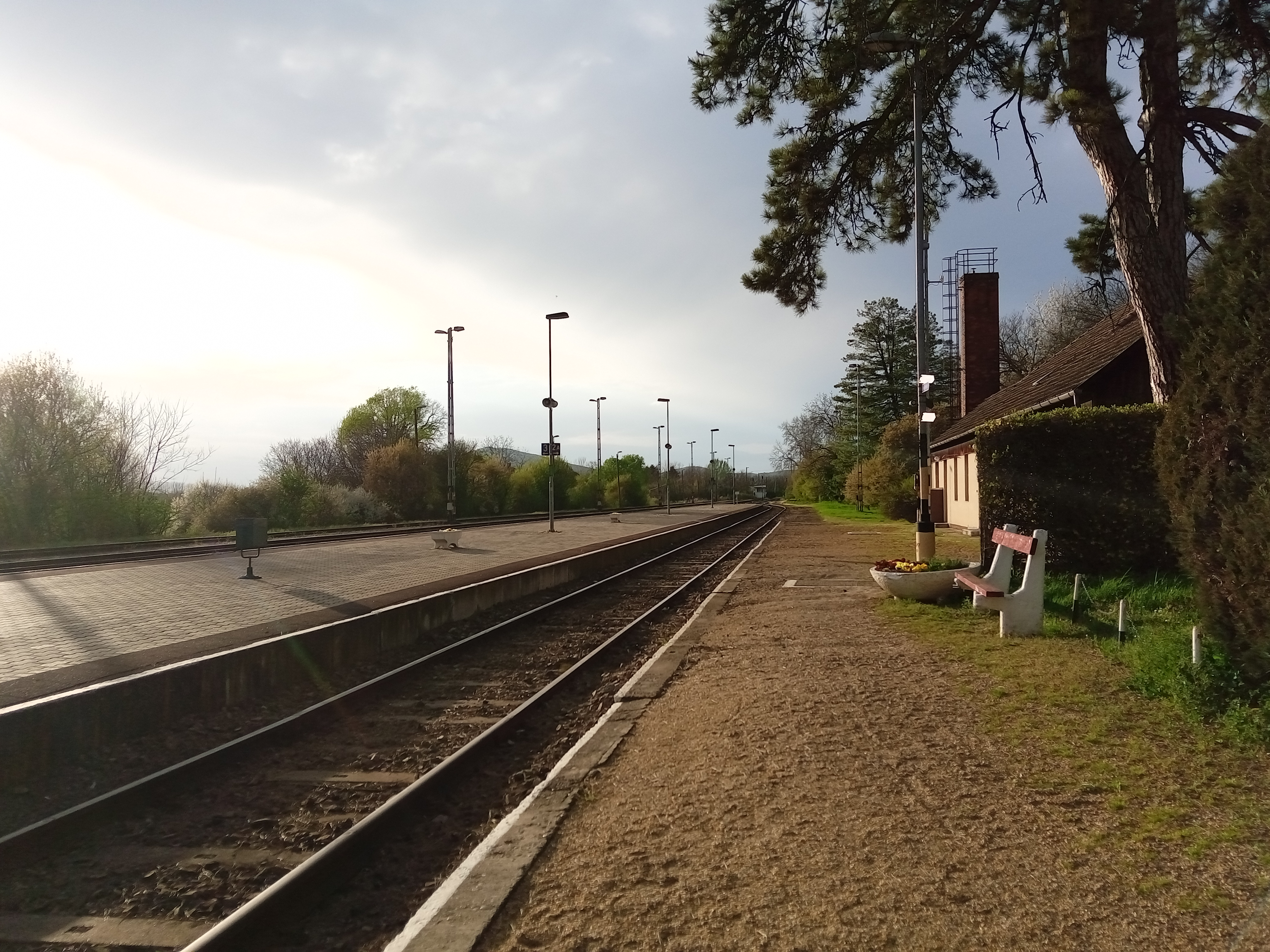
Villány felé tekintünk

Magyarbóly vasútállomás egy Baranya vármegyei vasútállomás, Magyarbóly községben, a MÁV üzemeltetésében. Az állomás a település belterületének délnyugati szélén helyezkedik el, közúti elérését az 5706-os útból kiágazó 57 304-es számú mellékút biztosítja.

## Vasútvonalak
Az állomást az alábbi vasútvonalak érintik:
- Villány–Magyarbóly-vasútvonal

## Kapcsolódó állomások
A vasútállomáshoz az alábbi állomások vannak a legközelebb:
- Villány elágazás (Villány–Magyarbóly-vasútvonal)
- Pélmonostor vasútállomás (Villány–Magyarbóly-vasútvonal)

## Forgalom
| Járat        | Útvonal | Gyakoriság   |
| ------------ | --- | ------------ |
| személyvonat | Magyarbóly – Villány | Napi 1-2 pár |
| személyvonat | Pécs – Pécs-Külváros – Pécsbánya-Rendező – Pécsudvard – Szőkéd – Áta – Kistótfalu – Vokány – Palkonya – Villánykövesd – Villány – Magyarbóly (– Beli Manastir (Pélmonostor)) | 2 óránként   |